# Дальнево
Дальнево — деревня в Кулейской волости Печорского района Псковской области.
Расположена у западного побережья Псковского озера, недалеко от границы с Эстонией. Рядом находятся другие деревни: к северу — Сухлово и волостной центр Киршино.

## Население
Численность населения деревни составляет 24 жителя по состоянию на 2000 год.
| 2001 | 2002 | 2010 |
| ---- | ---- | ---- |
| 24   | ↗28  | ↘19  |

## Топографические карты
- Лист карты O-35-XVI Пылва. Масштаб: 1 : 200 000. Издание 1980 г.
- Лист карты O-35-XXII Печоры. Масштаб: 1 : 200 000. Издание 1967 г.